# Sid Meier’s Civilization
Sid Meier’s Civilization (с англ. — «Цивилизация Сида Мейера», сокр. Civilization) — первая компьютерная игра из серии Civilization, разработанная Сидом Мейером и Брюсом Шелли в компании MicroProse и выпущенная в сентябре 1991 года. Игра относится к жанру пошаговая стратегия и при этом сочетает 4X, глобальную стратегию, варгейм и открытый мир.
В Civilization игрок принимает ключевые решения в управлении цивилизацией на протяжении всего исторического времени — от Древнего мира до современности. Игровой процесс включает в себя экономику, политику, военные действия, торговлю, исследование новых территорий и новых технологий, а конкурентами выступают другие цивилизации. Игра характеризуется наличием тайловой и генерируемой карты, городов с постройками, боевыми юнитами, дипломатией, деревом технологий.
Civilization была разработана для платформы DOS и в дальнейшем портирована на Windows, Macintosh, Amiga, Atari ST, PlayStation и Super Nintendo. В 2002 году компания Eagle Games выпустила Civilization в виде настольной игры. В 2005 году компания Atari выпустила версию для смартфона N-Gage.
Civilization оказала большое влияние на развитие стратегических компьютерных игр, популяризовала и формировала жанры 4X, пошаговой стратегии с симуляцией политики и экономики, под её влияние попали десятки игр 1990-х гг. Civilization является первой компьютерной игрой, в которой было представлено технологическое древо, а также она является первой, которая оказалась способной охватить процессы мирового масштаба и всю историю развития человечества как цивилизации.

## Сеттинг

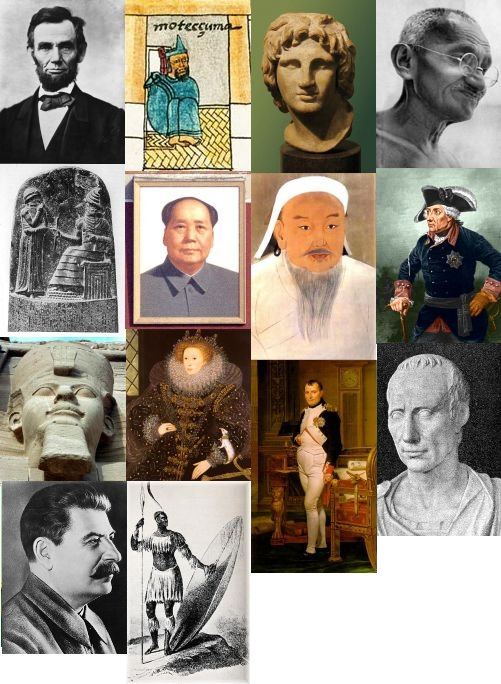
14 правителей слева направо, сверху вниз: Авраам Линкольн (Соединенные Штаты), Монтесума (ацтеки), Александр Македонский (Греция), Махатма Ганди (Индия), Хаммурапи (Вавилон), Мао Цзэдун (Китай), Чингисхан (Монголия), Фридрих Великий (Германия), Рамзес II (Египет), Елизавета I (Англия), Наполеон Бонапарт (Франция), Юлий Цезарь (Рим), Иосиф Сталин (Россия), Шака (Зулуленд)

Civilization охватывает период с 4000 года до н. э. до современности — игрок берёт на себя управление одной из цивилизаций на заре её существования — когда группа колонистов оказывается способной основать свой первый город и начать развитие как цивилизация. В дальнейшем игрок принимает ключевые решения сквозь множество поколений её развития, когда изучаются новые технологии, исследуется и заселяется доступное пространство и идёт конкуренция с другими цивилизациями. Целью является не только построение государства, которое должно выдержать испытание временем, но и победа в космической гонке, в результате которой должен быть осуществлен полет колонистов на космическом корабле в систему Альфа Центавра.
Одновременно в начале игры на равных условиях, но в разных точках процедурно-сгенерированной карты планеты стартуют несколько цивилизаций (по выбору игрока, от 3 до 7). Всего представлено 14 известных цивилизаций (греки, французы, монголы, русские и другие), из которых случайно выбираются те, которые будут присутствовать в игре, и одну из них выбирает для себя игрок. Каждую из цивилизаций ведёт её великий лидер — Александр Македонский, Наполеон, Чингисхан, Сталин соответственно и другие. Во время дипломатических отношений игрок общается с ними один на один в соответствующем контексте. Каждая цивилизация, помимо уникального лидера, имеет также уникальное музыкальное сопровождение (в формате MIDI или трекерной музыки), соответствующее её культуре, например, играя за русских, игрок будет слышать мотивы народной песни «Эй, ухнем».
В игре присутствует 67 исторических и гипотетических технологий будущего (от гончарного дела до термоядерного синтеза), которые может освоить цивилизация, и их открытие определено согласно фиксированному технологическому древу, когда, например, навигация может быть открыта только после освоения картографии и астрономии. По мере развития лидеру цивилизации становятся доступными новые постройки, боевые соединения, формы правления и другие элементы игры.

## Игровой процесс

Игровые экраны Civilization — вид на карту мира (слева) и обзор города (справа)

Игровой процесс представляет собой пошаговую стратегию, в которой в начале хода игрок отдаёт распоряжения и перемещает юниты, потом делают то же самое другие цивилизации, после выполняется симуляция (изменение населения, строительство и тому подобное) и далее наступает новый ход. По времени в начале ход занимает 20 лет и в последующем этот период постепенно к современности уменьшается до 1 года. Каждая из цивилизаций состоит из городов, юнитов и таких макропараметров, как запас золота, набор открытых технологий и др.
Победа в игре может быть достигнута двумя путями: завоеванием или уничтожением всех цивилизаций в мире или постройкой космического корабля, который первым должен достигнуть Альфы Центавра. По завершении игры формируется число заработанных очков, зависящих от численности и довольства населения, построенных чудес света, числа доставленных на космическом корабле колонистов и других факторов.
В случае, если победа не была достигнута ни тем, ни другим путём, в районе 2100 года (дата зависит от сложности прохождения) победа определяется по очкам развития цивилизации. После достижения Альфы Центавра у игрока есть возможность продолжать игру далее — но очки при этом далее не возрастают.

### Города
В распоряжении цивилизации есть несколько городов, которые формируют её производственные мощности: в них строятся юниты, выращивается продовольствие, идёт торговля и зарабатываются деньги, развивается наука и т. п. Город занимает одну клетку на карте и имеет уровень развития, выражающийся натуральным числом, что определяет игровое число горожан. Каждый из горожан либо обрабатывает одну из клеток в окрестностях города, либо является специалистом (по науке, сбору налогов или развлечению жителей). Игрок может изменять эти состояния и указывать набор обрабатываемых клеток. В совокупности с эффектом от зданий и другими факторами это формирует отдачу города по науке, поступления в казну и производство. Последнее показывает, насколько быстро город может строить здания или новые юниты.
Построенные здания в городе улучшают его характеристики: амбар ускоряет рост населения, фабрика увеличивает производство, стены повышают защиту обороняющихся и др. В городах можно строить чудеса света: в игре каждое из них может быть построено только одно, и после этого чудо света даёт соответствующий бонус всей цивилизации (например, наличие Александрийского маяка даёт +1 ход всем кораблям до открытия кем-либо магнетизма), либо одному её городу (театр Шекспира), либо городам на одном континенте (плотина Гувера).
Юнит «колонист» может основывать новые города и обустраивать клетки игрового мира: строить дороги, проводить ирригацию, очищать от загрязнения и др. Таким образом игрок может преобразовывать соседние клетки города и тем самым определять его возможности. Юнит «караван» позволяет создавать торговые пути и повышать «единицы торговли» городов, между которыми проложен торговый маршрут.
Город может находиться в одном из трёх состояний: беспорядки, порядок, и счастье. Первое возникает, когда число недовольных жителей превосходит число счастливых (недовольных жителей можно превратить в спокойных путём постройки специальных зданий, увеличения ресурса роскоши, снятием части жителей с работ, а в случае деспотии, монархии или коммунизма — вводом войск). В случае беспорядков город ничего не производит, не сдаёт налоги, не ведёт научную деятельность, однако расходы на содержание его зданий сохраняются.
В случае порядка город отчисляет налоги, переворот в нём невозможен. Счастливым город является, если число счастливых жителей равно или больше числа спокойных, и нет ни одного несчастного. Такой город получает дополнительные бонусы, зависящие от принятого общественного строя.

### Симуляция
Игровые механики построены на симуляции нескольких простых систем, прозрачных для игрока — это такие как экономическая, дипломатическая, военная, научная и т. п. При этом игрок управляет ими в условиях ограниченности ресурсов, которые могут направляться через различные игровые механики на постройку зданий в городах, исследование новых технологий, улучшение благосостояния населения и др..
Экономически каждый из городов в зависимости от своего состояния производит некоторое число «единиц торговли», и оно, согласно заданными игроком уровнями налогов, распределяется между роскошью (повышающей довольство населения), наукой и казной. Все три значения могут быть увеличены зданиями города, и далее сумма со всех городов формирует вклад в науку и доход в казну на этом ходу. Казна имеет свои расходы (например, на содержание зданий в городах), и по окончании расчёта она может как опустошаться, так и пополняться. Если в казне есть некоторая сумма, то игрок может ей распорядиться — ускорить постройку в городе, использовать в дипломатических переговорах и др. У каждого города имеется уровень удовлетворённости граждан, определяемый населением города, числом работающих, наличием влияющих на настроение построек и т. д. Низкая удовлетворённость может привести к бунту и остановке производства в городе, а высокая ускоряет рост населения.
Научный уровень развития представляет собой набор технологий, которыми владеет цивилизация. Новые технологии могут быть получены после вклада определённого числа ресурсов в науку при условии доступа в древе технологий, при обмене технологиями с другой цивилизацией, посредством шпионажа и другими способами. С получением технологий в игре изменяются игровые механики — могут быть построены более совершенные юниты и новые типы зданий, появляется возможность смены государственного строя и др.
Изначально дипломатически цивилизации не имеют контакта друг с другом и не могут взаимодействовать. После первой встречи цивилизации все время находятся в состоянии войны или мира друг с другом. Во время войны возможны боевые действия, а во время мира цивилизации могут обмениваться технологиями, требовать деньги за сохранение мира и др. Для дипломатических отношений имеется юнит «дипломат», с помощью которого можно открыть посольство, саботировать производство и др..
Боевая система построена на юнитах, каждый из которых имеет три параметра — атака, защита, число перемещений за ход. Если один юнит атакует другого, то после сражения один из них погибает, а вероятность победы рассчитывается на основании параметров атаки атакующего и защиты обороняющегося, а также дополнительных факторов — например, дополнительная защита местности или оборона в городе со стенами увеличивают шансы победы защищающегося. Третий параметр определяет число клеток для перемещения по карте за один ход, но в то же время по дороге это происходит быстрее, а не по равнине — медленнее. В боевой системе присутствуют другие элементы — зоны контроля, взятие на борт сухопутного юнита на морской с последующей высадкой.
В игре могут происходить случайные события: бедствия и гражданские войны. Катастрофы (массовый голод, землетрясения, пожары и другие) характеризуются тем, что оказывают определённое влияние только на один город, имеют свои условия возникновения и могут быть предотвращены игроком. Например, наводнение происходит только для городов, которые граничат с рекой, а бедствие уменьшает население на единицу и предотвращается, если вокруг города построены стены. Если происходит гражданская война, то она разделяет цивилизацию на две части, и таким образом число цивилизаций в игре увеличивается на единицу. Случайность проявляется также в появлении варваров (однако, они не могут внезапно появляться на освоенной, мелиорированной территории).

## Создание игры

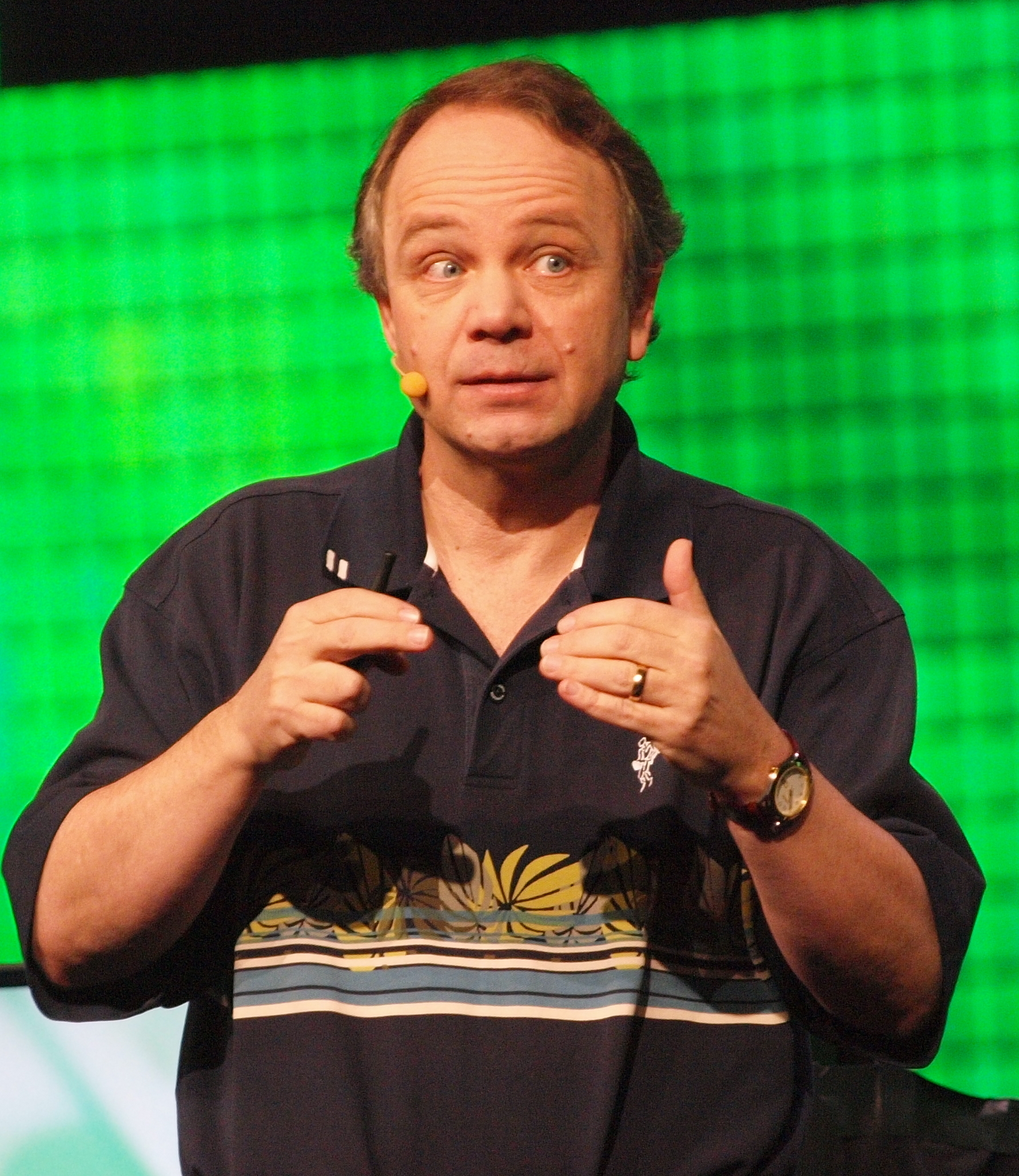
Геймдизайнер игры Сид Мейер в 2010 году

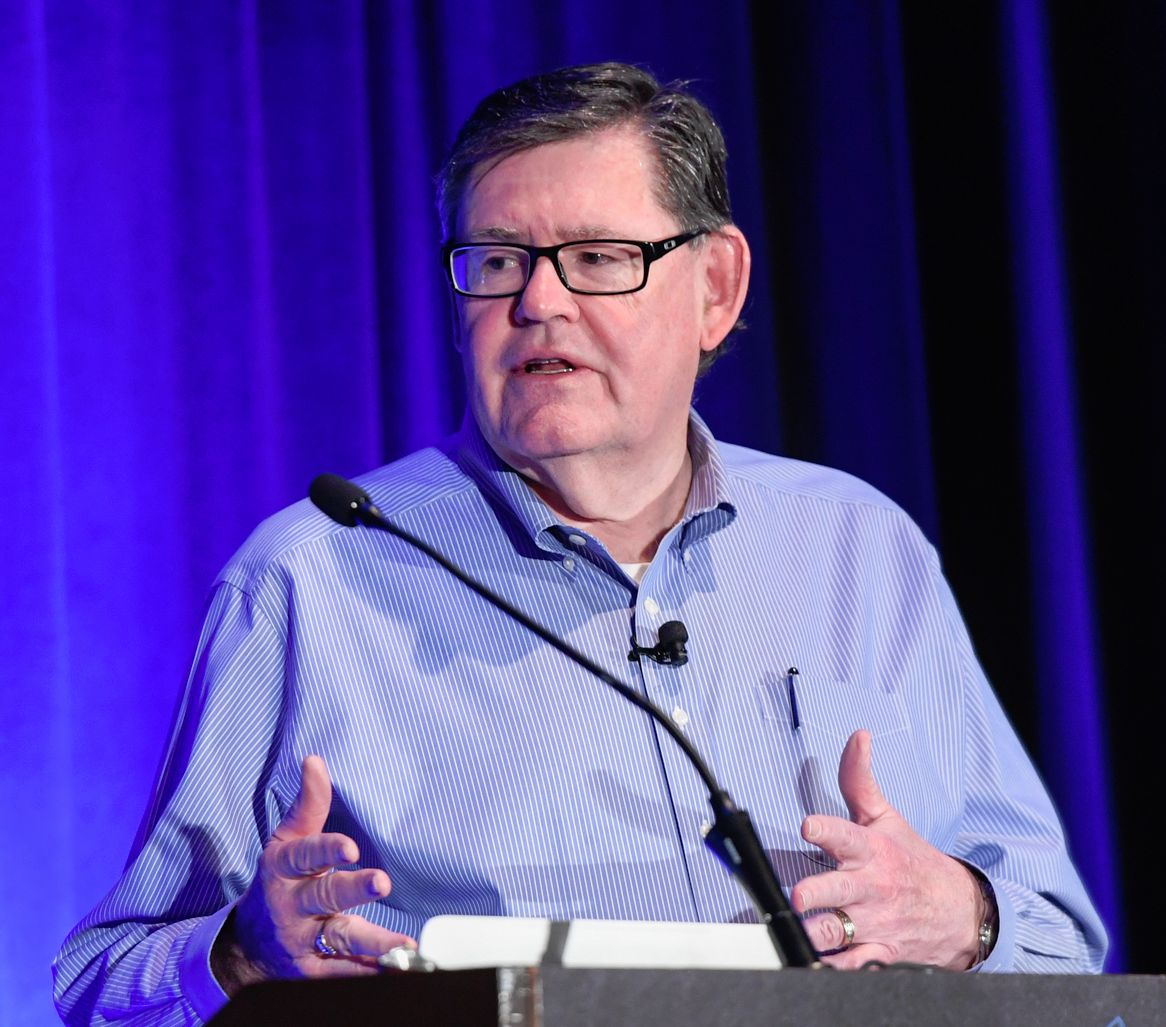
Геймдизайнер игры Брюс Шелли в 2017 году

### Формирование концепта
Описывая период, когда зарождалась Civilization, разработчики отмечают, что они только закончили Sid Meier's Railroad Tycoon и находились в состоянии поиска идей. Обоим геймдизайнерам нравилась история как тема, и на неё обратили внимание, так как в ней было много схожих процессов с теми, которые присутствуют в Railroad Tycoon. Основная идея пришла в голову Сиду Мейеру во время поездки на поезде в Нью-Йорк, и звучала как «упаковать историю человечества в одну игру», при этом сделать её разнообразной, чтобы был не один и тот же сценарий. Мейер сообщает, что на создание Civilization в наибольшей степени оказали влияние игры SimCity, Populous и Empire. По словам Брюса Шелли, во время разработки они играли в настольную игру Civilization, и её, совместно с Empire, SimCity и опытом Railroad Tycoon, он определяет как четыре основных компонента, повлиявших на создание Civilization. Помимо упомянутых, ещё одним источником идей называется настольная игра «Риск». Когда Брюсу Шелли Сид Мейер показал прототип Civilization, то первым вопросом было: «какие бы 10 вещей ты бы изменил в Empire, чтобы получить новую игру?», в ответ на который Брюс назвал 12 изменений, и это стало началом его рабочего процесса создания игры.
Настольная игра Civilizaton была выпущена в Великобритании в 1980 году, а в США её изданием занималась компания Avalon Hill. По утверждению Сида Мейера, он не видел настольную игру до начала работ над Civilization, но позже с ней его познакомил Брюс Шелли, работавший до этого в Avalon Hill. Сид Мейер сообщает, что он играл в настольную Civilization и был знаком с её концептом, но она оказала малое влияние. Несмотря на схожую концепцию и общую идею, игровые механики компьютерной и настольной игры отличаются. По описанию Сида Мейера, настольная Civilization имела ряд ограничений, которые присущи настольным играм. В то же время в ней содержались хорошие идеи, но у неё были совершенно другие игровые механики — открытие новых областей, одновременное существование нескольких подсистем и другие элементы, очень сложные в реализации для настольных игр. Дополнительно Сид Мейер отмечает, что настольная игра не охватывала такой период времени (только Древний мир) и была ограничена отдельным фиксированным регионом Земли (Средиземноморье).
Изначально не предполагалось назвать игру Civilization, так как уже существовала настольная игра с таким названием. Создатели пытались придумать что-то альтернативное — Call to Power, Rise of Nations, Age of Empires — но пришли к тому, что наиболее подходящее название это Civilization, и такое название разработчикам понравилось. Сид Мейер рассматривает данный аспект как один из важных в последующей популярности игры, так как такое название (как и в предыдущих играх Сида Мейера, таких как Pirates! и Railroad Tycoon) сразу же создаёт картинку, сообщающую о том, о чём игра. Чтобы исключить возможные юридические риски с авторскими правами, MicroProse приобрела права на выпуск одноимённого проекта у Avalon Hill. В коробках ранних версий игры был даже вложен листок с информацией по приобретению настольной версии. Только в 2002 году была выпущена Civilization: The Boardgame, созданная по мотивам компьютерной игры.
Игровые механики Civilization во многом базируются на предыдущем опыте Сида Мейера, а также были сформированы как следствие влияния других игр. Так, создание простых систем симуляции, понятных игроку, и конкуренция между ними, основывались на опыте Railroad Tycoon, который, в свою очередь, был разработан под влиянием режима бога Populous и симуляции SimCity. Из Empire были взяты идеи исследования новых и неизвестных областей и процедурной генерации игрового мира. Отсутствие детализации боёв и принципы варгейма сформированы исходя из правила Covert Action и опыта разработки настольных игр. На создание разнообразия возможных исторических сценариев повлияла Sid Meier's Covert Action. В то же время были существенные отличия и разработка новых игровых механик. Например, города в Empire имели понятия снабжения, ферм и тому подобного, а в Civilization больше упор был на элементы цивилизации, когда игрок должен был инвестировать в города.

### Проектирование игрового процесса
Охватить всю историю человечества является сложной задачей для геймдизайнера, и для её решения разработчики выбрали вариант, когда игрок управляет чем-то маленьким и простым: находит место для основания города и далее переходит к чему-то ещё, получая возможность строить юниты, исследовать, открывать новые неизвестные территории и другое. В то же время история человечества звучала «пугающе» по масштабу, и для ухода от этого разработчики добавляли элементы с юмором. В Civilization была добавлена цивилопедия, которая делала игру более глубокой, важной и социальной. Первое решение Брюс Шелли называет «принципом перевёрнутой пирамиды» (англ. inverted pyramid decision making), когда в начале игрок имеет малое число решений, но они определяют куда он пойдет далее, в игре появляется больше городов и юнитов, и при движении вверх по перевёрнутой пирамиде количество принимаемых решений увеличивается. При этом необходимо было сочетаться с принципом пятнадцати минут, когда игрока нужно успеть завлечь за это время, чтобы ему игра понравилась. И для продолжения поддержки мотивации игрока в Civilization были добавлены события, которые устанавливали положительную обратную связь и говорили о том, что игрок хорошо выполняет свою роль (например, сообщение о праздновании «дня короля» в случае, если у населения высокий уровень одобрения). В случае такого празднования, если нет препятствий к росту (продовольствие, водопровод), и размер города 3 (60 000 населения)и более, то население города за следующий ход увеличивается без обычного опустошения амбара к половинной отметке (при отсутствии амбара — запас продовольствия не исчезает).
Первоначально Civilization должна была быть игрой в реальном времени, и таким был из первых прототипов во время разработки, и одной из его особенностей было то, что территория цивилизации разделялась на зоны, а рабочие юниты в реальном времени собирали ресурсы. Однако Мейер посчитал, что такой игровой процесс слишком тоскливый, а наблюдать за подобными изменениями ландшафта было «так же интересно, как следить за сохнущей краской». Кроме этого геймдизайнер посчитал, что игра станет слишком похожей на стратегии в реальном времени тех лет, и было решено перейти к варианту, в котором каждый шаг занимает некоторое отведённое время, после чего автоматически завершается. Этот вариант был отброшен после общего неприятия среди разработчиков. Таким образом Civilization стала полностью пошаговой. На конференции GDC 2010 Сид сообщил, что одной из причин перехода от реального времени к пошаговой стратегии являлось то, что в первом случае игрок превращался в наблюдателя. Социологически это наносило вред игровому процессу, так как в пошаговом варианте игрок лучше чувствует себя королём, от которого зависят все решения. Дополнительным фактором стало то, что пошаговая игра даёт возможность игроку думать над ходом столько, сколько требуется, а также то, что это позволяет лучше думать на ходы вперёд и планировать стратегию, что в совокупности повышало играбельность. Во время работ над игрой была параллельно разработана версия с шестиугольной картой Civilization, но было принято решение от неё отказаться, так как «мир ещё не был готов [к такой карте] … это было бы слишком причудливо».
Одной из потенциальных проблем создаваемой игры была вероятность перегрузки игрока историческими фактами, и она решалась разными способами. Одним из них разработчики соотносят введение концепции «великого лидера», олицетворяющего ту или иную цивилизацию. К этой идее геймдизайнеры пришли, работая с материалами в детской библиотеке, и такой подход позволял игроку чувствовать себя более комфортно: узнавать в игре то, что он знает, общаться с другими цивилизациями как один на один; также игрок понимал, что берёт на себя аналогичную роль, и это автоматически формировало ощущение себя в игре. Во время проектирования игры Сид не изучал глубоко справочники и исторические энциклопедии, а считал, что чрезмерное увлечение исторической достоверностью может повредить игре, и поэтому в Civilization попадали общеизвестные факты и отсутствовали глубокие экскурсы в древность:
Все было просто. Я открыл книжку по истории, увидел в самом начале фразу о том, что первые поселения появились в 4000 году до нашей эры, и подумал — вот подходящий вариант для точки отсчета!Сид Мейер
Впоследствии созданием «Цивилопедии» занялся Брюс Шелли, которая представляла собой подробный исторический внутриигровой справочник, где исторические сведения оказались более уместны. Помимо этого, Брюс единолично написал руководство для игры объёмом в две сотни страниц, и это придавало Civilization солидности.
Изначально в Civilization был введён намного больший уровень случайности событий. В частности, технологии открывались случайно, как мистические и непонятные события для цивилизации, открывавшей что-то новое. Также были введены случайные природные катаклизмы, которые нарушали ход развития цивилизации. Однако наблюдения за игроками во время тестирования показали, что людям больше нравится контролировать игровой процесс (выбирать технологию для изучения), а возможность проявления случайных катастроф вызывала у игроков паранойю. Как следствие, в игру были внесены соответствующие изменения. При проектировании дипломатии проводилась работа по её упрощению, так как данный аспект рассматривался сложным для игрока. Упрощение проводилось до уровня, когда игрок мог сформулировать происходящее в рамках доски настольной игры и при этом контролировать ситуацию и принимать ясные решения. Это привело к тому, что решения были бинарными (например, мир или война) и делались так, чтобы игроку были понятны причины тех или иных событий.
Идея технологического древа возникла у Сида Мейера, когда он просматривал историческую книгу, в которой события были выстроены в ряд, что рождает идею о том, что одно событие зависит от другого, и это очень хорошо вписалась в концепцию о том, что все стартует из малого и постепенно развивается, и позволяет сначала оперировать простыми вещами, а потом более сложными и интересными. Брюс Шелли отмечает, что они были знакомы с тем, что в истории есть ряд событий, которые принципиально изменяли вооружение и тактики применения за малый промежуток времени, и это сыграло свою роль в формировании концепта.
Во время проектирования игрового процесса сначала была выбрана эпоха древнего времени, и, по словам Сида Мейера, они могли так и остаться в ней. Но по мере работ исследовались цивилизации разных эпох, и на их примерах строились соответствующие игровые механики. Например, прототипом цивилизации Древнего мира стала Римская империя, а при поиске игровых механик анализировались мировые войны и используемые в то время вооружение и тактики, откуда появлялись боевые юниты и способы их применения. Идея чудес света родилась во время знакомства Сида Мейера с исторической литературой и проецировании её на возможные игровые механики. Например, сам факт постройки чуда света означает её уникальность (не может быть построено два одинаковых чуда света, и первый, кто построил, получает преимущество). Сначала было семь древних чудес света, и далее эта идея была продолжена для других эпох. Вместе с тем, чудеса света были хорошо знакомы игрокам из реального мира, и этим они формировали связь игроков с историей и другими культурами.
Для улучшения увлекательности геймдизайнеры широко применяли правило серии интересных решений. Игровой процесс для пользователя рассматривался как поток событий, во время которых необходимо принимать решения, которые делались не слишком сложными и не слишком простыми, но понятными. Сложные ставят игрока в ступор и тормозят игровой процесс, простые очевидны и неинтересны, и при всём этом решения зависят от ситуации. Например, игрок может видеть три технологии для открытия в будущем, одна из которых даёт боевой юнит, а другая позволяет лучше исследовать. Если игрок хочет победить в войне с соседней цивилизацией, он выбирает первое, если ему на данном этапе интересно исследовать, то второе. Дополнительно для увлекательности создавался поток одновременно ожидаемых событий — учёные открывают технологию, город строит боевой юнит, на неизвестном континенте экспедиция открывает новые области и другое. Как следствие, никогда не было остановки, и обычно игрок ожидал два-три события, что создавало феномен «вы никогда не можете остановиться играть» (англ. you can never stop playing the game).
Одной из идей во время разработки была концепция «взлёт и падение» (англ. Rise and Fall). Цивилизация имела большие риски во время своего развития, из-за которых могла погибнуть (варвары, другие цивилизации, катастрофы и так далее). В дальнейшем, после гибели, через некоторое время цивилизация возрождалась. Однако после реализации этой концепции оказалось, что игрокам не нравится умирать. Вместо того, чтобы возрождаться, они брали недавнюю отгрузку и переигрывали. В связи с этим было принято решение о том, что с точки зрения играбельности лучше сделать так, чтобы игрок постоянно рос и развивался. Но, вместе с тем, в игре остались отголоски данной концепции. Например, после проигрыша можно увидеть надпись «Ленин ещё вернется!», а во время однопользовательской игры в случае гибели даётся шанс цивилизации возродиться.
Боевая система в Civilization была взята из варгеймов, и введение зон контроля Сид Мейер называет самым плохим решением в проектировании, которое основывалось на видении игры геймдизайнером, когда война происходит на границах с контролем территорий (как во Второй мировой войне). Но игроки вели себя иначе — бои происходили локально за города большими группами юнитов в одной клетке. С одной стороны, это упрощало войну и позволяло игроку больше заниматься другими вещами, но на тот момент, как решить проблему, разработчики не придумали. В то же время каждый юнит описывался тремя простыми параметрами (атака, защита, скорость), и это позволяло игроку быстро понимать, как работают отдельные юниты, и сосредотачиваться стратегически на их взаимодействии и более массовом использовании.
Когда игра была практически готова и находилась на последних стадиях тестирования, Сид Мейер посчитал, что в Civilization не хватает действия, так как двигать отряды по обширным картам было скучно. В этой ситуации геймдизайнер решил сделать одно кардинальное изменение — уменьшить игровой мир вдвое. В результате это решило описанную проблему.

### Разработка
Относительно менеджмента игра разрабатывалась в непростых условиях: президент компании Билл Стили имел больший вес, форсировал разработку авиасимуляторов и не заботился о том, что происходило со стратегическими играми. Общее направление разработок компании склонялось больше к игровым автоматам и консолям. В этих условиях Сид Мейер втайне от коллег продал свою долю компании Биллу Стили и стал работать по контракту. Ситуация осложнялась тем, что новый вице-президент не был заинтересован в выпуске стратегических игр, и ему за это не выдавали премиальных. Но в то же время, из-за того, что Сид уже не числился в штате компании, руководство не могло просто так убрать проект «в стол». Ещё одним аргументом стал успех выпущенной стратегической игры Railroad Tycoon. В конце концов, Билл Стили дал добро на проект со словами «Я не понимаю этой игры, но я доверяю Сиду Мейеру. Он, должно быть, знает что делает». Но при этом президент MicroProse выдвинул одно условие — Сид и Брюс должны были предварительно завершить шпионскую игру Sid Meier's Covert Action, так как её отложили чтобы сделать Railroad Tycoon.
В MicroProse Сид и Брюс быстро сработались вместе, образовав творческий тандем, прозванный в компании «Командой А». В начале работ над проектом эта команда работала независимо, и другие сотрудники не знали, чем она занимается. Каждый день Сид программировал и почти каждый день во второй половине дня приносил Брюсу дискеты с новой версией со словами «поиграй вот в это, и мы поговорим завтра». Брюс работал над своими задачами и утром следующего дня оценивал принесённое в течение часа, и после этого в 10 часов утра они обсуждали результаты. Брюс исследовал каждую концепцию, решая, интересная она или нет, «работает» она или мешает, нужно ли её оставить или выбросить. И таким образом итерации продолжались, что составляло ежедневный рабочий процесс. Как рассказывает Брюс Шелли, Сид Мейер постоянно работал с множеством различных прототипов игр, и в период, когда обсуждалась возможная игра про всю историю человечества, в мае 1990 года Брюс Шелли внезапно обнаружил в своем офисе флоппи-диск с первым прототипом Civilization.
Тестированию подвергались как элементы игры, так и прототипы простых игр для потенциала включения в Civilization, и далее коллеги обсуждали это относительно геймдизайна. Брюс Шелли являлся первым геймдизайнером-тестировщиком для Сида Мейера, так как последний не любил шума большого количества мнений; также тесная работа позволяла Брюсу Шелли презентовать игру и заменять при необходимости Сида Мейера. По рассказу Брюса Шелли, было сложно выделить, как появлялись те или иные вещи, но, например, идеи постройки дворца и космического корабля озвучивались им в обсуждениях, и через пару недель они появлялись в игре.
Начало работ по Civilization после двух месяцев было прервано и задействованные сотрудники переключились на Covert Action. Успешное завершение проекта дало зелёный свет Civilization, но, тем не менее, выделение ресурсов и сроки держались на авторитете Сида Мейера, а для игры были установлены жёсткие сроки разработки. Изначально над графикой и звуковым оформлением работал сам Сид Мейер, так как компания не желала выделять ресурсы на Civilization. Но позже Сиду удалось уговорить руководство на то, чтобы проекту были выделены дополнительные сотрудники. Игра была выпущена на месяц позднее изначально планируемого срока, в то время как разработчики не успели проверить и реализовать многие спланированные вещи, и за опоздание в проекте создатели игры лишились премиальных. По оценке Брюса Шелли, игра была сделана фактически тремя людьми за 11 месяцев, причём это была работа не на полный рабочий день. Сид Мейер отмечает, что в начале проекта над игрой работало только двое (Брюс и Сид), а в конце на проекте было десять человек. Брюс Шелли в свое время подсчитал на основании зарплат и времени на проекте для оценки, сколько стоила разработка Railroad Tycoon, и получилось 167 тысяч долларов США. По комментарию Сида Мейера, на создание Civilization ушло примерно столько же.
Первая версия Civilization разрабатывалась для платформы DOS образца конца 1980-х годов, когда системы начали переходить с 16-цветного EGA на более совершенный 256-цветный VGA. Желание поддержать устаревающий формат и охватить тем самым более широкую аудиторию игроков стало основным ограничением в количестве доступных цивилизаций: EGA позволял отображать не более 16 цветов, из которых для обозначения цивилизаций доступно только восемь. Ввиду того, что цивилизация «Варвары» использовала свой цвет (красный) эксклюзивно, во время партии одновременно могло участвовать не более 7 цивилизаций. Каждый из семи цветов делился между двумя цивилизациями, из-за чего одновременно на карте могла присутствовать только одна из них.

## Выход игры
К выходу следующей игры серии, Civilization II, в 1996 году, Civilization была распродана общим тиражом более 850 тысяч копий.
Civilization проектировалась для американского рынка, и это наложило на неё соответствующий отпечаток. В 1991 году не было острого вопроса политкорректности и существовал Советский Союз, и создатели поставили главой русской цивилизации Сталина, а китайской — Мао Цзэдуна. После выхода игры разработчиков обвиняли в чрезмерной «американизации», но ориентация на рынок диктовала то, что американцы знали данных лидеров наций.

## После выпуска

### CivNet
В оригинальной Civilization был доступен только один режим игры — однопользовательский, против нескольких компьютерных оппонентов, не было возможности даже провести игру в режиме hot-seat. Это обуславливалось тем, что Интернет к моменту выхода игры в 1991 году не был настолько популярным. Существует по крайней мере две пользовательские модификации, позволявшие реализовывать режим hot-seat.
Последующие несколько лет, с ростом популярности Интернета, MicroProse занималась разработкой ремейка игры, вышедшего в 1995 году под названием Sid Meier’s CivNet. Обновлённая версия игры, вышедшая для Windows 3.x, помимо прочих улучшений и изменений интерфейса, позволяла создавать многопользовательскую игру до 8 игроков, которые могли подключаться через модем, локальную сеть, BBS или Интернет. При многопользовательской игре все игроки ходили одновременно. После того, как каждый игрок подтверждал окончание хода (или по тайм-ауту), ход считался завершённым. Также стал доступным режим hot-seat. Интересной особенностью CivNet можно отметить универсальные сохранения, которые могут быть продолжены в любом из поддерживаемых игрой режимах — как однопользовательском, так и в hot-seat или полностью многопользовательском.
В поставку также входил SDK, позволявший создавать и редактировать карты мира и новые нации.
Согласно геймдизайнеру Брайану Рейнольдсу, возглавлявшему в то время разработку Civilization II, руководство MicroProse рассматривало CivNet как более приоритетный продукт, нежели вторую часть серии. Благодаря этому Рейнольдс и Джефф Бриггс смогли внести несколько новых идей в игровой процесс разрабатываемой игры. В результате прогнозы MicroProse не оправдались — на фоне Civilization II, вышедшей в следующем году, CivNet не смогла набрать популярность среди игроков.

### Игровой процесс в ретроспективе
Одной из нерешённых проблем боевой системы стал факт того, что более современные юниты могли проиграть более древним, например копейщик с некоторой вероятностью мог победить линкор. Часть игроков жаловалось, что в реальности такое невозможно. С одной стороны, математически всё верно, и как говорит Брюс Шелли, «в шахматах пешка тоже может сбить ферзя при определённых условиях, потому что такие правила игры». Но вместе с тем данную проблему уже решали в последующих частях Civilization, где, например, вводился параметр очков здоровья для каждого юнита и шансы победы становились более похожи на реальные.
Одним из основных просчётов разработчики называют отсутствие поддержки модификаций, так как со стороны игроков было большое количество запросов на создание своих сценариев, а период между выпусками частей серии составляет 5—6 лет, и без модификаций интерес к игре угасает.

## Оценки и награды
| Иноязычные издания           | Иноязычные издания                                                              | Иноязычные издания                                                              | Иноязычные издания                                                              | Иноязычные издания                                                              | Иноязычные издания                                                              |
| Издание                      | Оценка                                                                          | Оценка                                                                          | Оценка                                                                          | Оценка                                                                          | Оценка                                                                          |
| Издание                      | Amiga                                                                           | Atari ST                                                                        | Mac                                                                             | PC                                                                              | SNES                                                                            |
| ---------------------------- | ------------------------------------------------------------------------------- | ------------------------------------------------------------------------------- | ------------------------------------------------------------------------------- | ------------------------------------------------------------------------------- | ------------------------------------------------------------------------------- |
| ACE                          |                                                                                 |                                                                                 |                                                                                 | 930/1000                                                                        |                                                                                 |
| ASM                          |                                                                                 |                                                                                 |                                                                                 | 54/60                                                                           |                                                                                 |
| Amiga Action                 | 92 %                                                                            |                                                                                 |                                                                                 |                                                                                 |                                                                                 |
| Amiga Computing              | 93 %                                                                            |                                                                                 |                                                                                 |                                                                                 |                                                                                 |
| Amiga Format                 | 94 %,                                                                           |                                                                                 |                                                                                 |                                                                                 |                                                                                 |
| Amiga Joker                  | 85 %                                                                            |                                                                                 |                                                                                 |                                                                                 |                                                                                 |
| Amiga Power                  | 80 %                                                                            |                                                                                 |                                                                                 |                                                                                 |                                                                                 |
| AllGame                      |                                                                                 |                                                                                 |                                                                                 | [ 50 ]                                                                          |                                                                                 |
| Commodore User               | 86 %                                                                            |                                                                                 |                                                                                 |                                                                                 |                                                                                 |
| CGW                          |                                                                                 |                                                                                 |                                                                                 | [ 52 ]                                                                          |                                                                                 |
| CVG                          |                                                                                 |                                                                                 |                                                                                 | 91/100                                                                          |                                                                                 |
| Datormagazin                 | 99 %                                                                            |                                                                                 |                                                                                 |                                                                                 |                                                                                 |
| Dragon                       |                                                                                 |                                                                                 |                                                                                 | [ 55 ]                                                                          |                                                                                 |
| Game Informer                |                                                                                 |                                                                                 |                                                                                 |                                                                                 | 8,5/10                                                                          |
| Génération 4                 |                                                                                 |                                                                                 |                                                                                 | 94 %                                                                            |                                                                                 |
| Power Play                   |                                                                                 | 86 %                                                                            | 87 %                                                                            | 88 %                                                                            |                                                                                 |
| The One                      | 81 %                                                                            |                                                                                 |                                                                                 |                                                                                 |                                                                                 |
| Amiga Magazine               | 9/10                                                                            |                                                                                 |                                                                                 |                                                                                 |                                                                                 |
| Zero                         | 89 %                                                                            |                                                                                 |                                                                                 | 90 %                                                                            |                                                                                 |
| Amiga Mania                  | 79 %                                                                            |                                                                                 |                                                                                 |                                                                                 |                                                                                 |
| ST Format                    |                                                                                 | 92 %                                                                            |                                                                                 |                                                                                 |                                                                                 |
| Joker Verlag präsentiert     | 83 %                                                                            | 83 %                                                                            |                                                                                 | 83 %                                                                            |                                                                                 |
| Play Time                    | 70 %                                                                            |                                                                                 | 85 %                                                                            |                                                                                 |                                                                                 |
| Video Games                  |                                                                                 |                                                                                 |                                                                                 |                                                                                 | 85 %                                                                            |
| Русскоязычные издания        |                                                                                 |                                                                                 |                                                                                 |                                                                                 |                                                                                 |
| Издание                      | Оценка                                                                          | Оценка                                                                          | Оценка                                                                          | Оценка                                                                          | Оценка                                                                          |
| Издание                      | Amiga                                                                           | Atari ST                                                                        | Mac                                                                             | PC                                                                              | SNES                                                                            |
| Game.EXE                     |                                                                                 |                                                                                 |                                                                                 | 5/5                                                                             |                                                                                 |
| Награды                      |                                                                                 |                                                                                 |                                                                                 |                                                                                 |                                                                                 |
| Издание                      | Награда                                                                         | Награда                                                                         | Награда                                                                         | Награда                                                                         | Награда                                                                         |
| Computer Gaming World (1996) | Рейтинг лучших игр всех времён, 1-е место                                       | Рейтинг лучших игр всех времён, 1-е место                                       | Рейтинг лучших игр всех времён, 1-е место                                       | Рейтинг лучших игр всех времён, 1-е место                                       | Рейтинг лучших игр всех времён, 1-е место                                       |
| Game.EXE (1999)              | Лучшие компьютерные игры 1990-х годов по версии лучших разработчиков, 3-е место | Лучшие компьютерные игры 1990-х годов по версии лучших разработчиков, 3-е место | Лучшие компьютерные игры 1990-х годов по версии лучших разработчиков, 3-е место | Лучшие компьютерные игры 1990-х годов по версии лучших разработчиков, 3-е место | Лучшие компьютерные игры 1990-х годов по версии лучших разработчиков, 3-е место |
| IGN (2000)                   | Лучшие ПК-игры всех времён, 4-е место                                           | Лучшие ПК-игры всех времён, 4-е место                                           | Лучшие ПК-игры всех времён, 4-е место                                           | Лучшие ПК-игры всех времён, 4-е место                                           | Лучшие ПК-игры всех времён, 4-е место                                           |
| «Страна игр» (2001)          | Рейтинг игр всех времён, 8-е место                                              | Рейтинг игр всех времён, 8-е место                                              | Рейтинг игр всех времён, 8-е место                                              | Рейтинг игр всех времён, 8-е место                                              | Рейтинг игр всех времён, 8-е место                                              |

### Приём
ACE встретил игру восторженно, отметив феноменальный уровень глубины игрового процесса, который в то же время оказался достижимым и достаточно простым. Журналист сообщил, что игру может быть сложно начать, но по мере развития игрок вовлекается все больше и больше, и увлекательность такова, что если «вы купите игру, то в ней пропадёте». В публикации сказано, что это наверно «самая глубокая и вовлекающая стратегия, когда-либо созданная». Отдельно была выделена масштабность игры, открытость мира и нелинейность игрового процесса. В обзоре Civilization сравнивалась с другими играми, но это сделать критикам оказалось непросто:
Поиск хорошего кандидата для сравнения с Civilization немного напоминает попытку купить подарок человеку, у которого есть всё. Здесь есть немного от SimCity, но в то же время немного от SimEarth. А также здесь есть понемногу и от других. Самым близким кандидатом, однако, должна быть предыдущая игра Мейера Railroad Tycoon. Хотя вначале подобие весьма поверхностно (неподготовленный взгляд может прийти к выводу, что они графически практически идентичны), но многие стратегические Tycoon-элементы присутствуют в Civilization. ... Но в Civilization конечно, есть намного больше всего, что можно рассмотреть, — это организация среды, война, отношения между цивилизациями, торговля, а не просто доставка чего-то из точки A в точку B с заработком денег от перевозки. Огромное количество дополнительных факторов делают игровой опыт Civilization более продуманным  и интересным. Что ж, скажем «привет» появлению нового стратегического поджанра в [журнале] ACE. 
Оригинальный текст (англ.)Finding a suitable candidate for comparison to Civilization is a little bit like trying to buy a present for the man who has everything. It's a bit like SimCity, but then again it's a bit like Sim Earth as well. And it's a bit like lots of other things too. The most suitable candidate, however, has to be Meier's previous effort Railroad Tycoon. Although initially the similarities seem purely superficial (to the untrained eye it looks almost indistinguishable graphically), many of Tycoon's strategic elements are to be found in Civilization ... But in Civilization, of course, there's a whole lot more to think about, what with environmental, military, civil and trade considerations, than just getting from A to B and making a few quid in the process. It's This wealth of extra factors that makes Civilization an altogether more thoughtful and interesting experience. So say hello to the new ACE Strategy Benchmark.
Дополнительно было сказано, что Civilization не получается отнести ни к какому жанру, как сильно бы этого ни хотелось. По мнению критика, очевидно, что ядром является стратегия, однако игра сочетает социальную симуляцию, планетарный масштаб и варгейм. Обозреватель сообщил, что игра хорошо представлена — имеет чистый интерфейс с выпадающими окнами, много элементов помощи и советов, нет лишней информации, и по этому фактору на фоне других стратегических игр Civilization является «блестящим примером». В заключении ACE сказано, что игра представляет собой ощутимый шаг вперёд в развитии жанра стратегических игр и показывает, насколько глубокими могут быть игры такого типа.
В Computer and Video Games рецензирование проводилось двумя критиками. Первый из них сообщил, что графика достаточная для стратегии, звук «так себе» и он не является необходимым, но увлекательность такова, что если начать игру, то «мышь вас уже не отпускает», а Civilization подойдет умным игрокам, которые любят игровой вызов и роль глобального лидера. Второй критик отметил, что поначалу «возможность построить свою империю» может прозвучать банально, но «начинаете вы с малого, постепенно игра даёт вам больше и больше, вы концентрируетесь на этом и вдруг обнаруживаете, что уже 20 минут третьего ночи, и вы проиграли шесть часов!». Обозреватель сообщил, что Civilization это «невероятно неотразимая» игра, которая увлекает больше, чем что бы то ни было, а масштаб, разнообразие и глубина таковы, что «играбельности хватит игроку буквально на месяцы».
Computer Gaming World (CGW) в обзоре современных варгеймов сообщил, что увлекательность Civilization такова, что на коробку игры должна ставиться об этом предупредительная маркировка. Насыщенность по мнению критика такова, что игровой документации не хватает, и для решения проблемы посоветовал приобрести дополнительно книгу издания CGW, посвященную Civilization.

### В ретроспективе
В 2010 году в обзоре игр серии журнала «Страна игр» отметили, что ключевой особенностью игры Сида Мейера по сравнению с одноимённой настольной является разнообразие прохождения, а «магия Civilization» заключается в продуманном игровом процессе и практически бесконечной «реиграбельности». Высокую насыщенность Civilization объяснили наличием большого числа важных и интересных событий на каждом ходу, происходящих в разных сферах деятельности цивилизации — строительства чудес света, открытие новых технологий, основание нового города, достижение отправленными боевыми юнитами вражеского континента, и при этом нарастающая сложность ещё больше вовлекает игрока.

### Награды
Civilization получила множество наград от различных изданий.
Origins Award поместил Civilization в категорию «Лучшая военная или стратегическая компьютерная игра 1991 года».
CGW в номинации «Игра года» выбрал Civilization за её «свежий и новый стиль». В 1993 году игра была включена в Зал Славы CGW. Во время церемонии было сказано, что дизайн игры «очаровывает», собирая в один сплав элементы строительства и боевой системы, а сама Civilization преодолела «гендерный барьер» в жанре варгейм для игроков женского пола, который считался для них сложным. По комментарию, Сид Мейер с самого начала пытался уйти от варгейма в описании игры, но содержание Civilization и её боевая система определённо записывает игру в данный жанр. Также отмечено, что превосходный и цельный игровой процесс был достигнут в результате сочетания экономики, дипломатии, исследования, науки, менеджмента, управления ресурсами и военной стратегии, что определило разнообразие решений игрока, создав бесконечный и открытый мир. В 1996 году CGW назвал Civilization лучшей игрой всех времён. В комментарии было обращено внимание на увлекательность игрового процесса, созданного в результате смешивания нескольких моделей:
Как только вы думаете, что игра останавливается и увязает, то тут вы открываете новую землю, новую технологию, или ещё одного крепкого врага, — и вы говорите себе, «ещё один ход и всё», даже когда первые лучи солнца прокрадываются в вашу комнату… это самая остро замыкающая [вас на замок] игра, которую мы когда-либо ощущали…
Оригинальный текст (англ.)Just when you think the game might bog down, you discover a new land, a new technology, another tough foe — and you tell yourself, "just one more game", even as he first rays on the new sun creep into your room… the most acute case of game-lock we've ever felt.
В декабре 1999 года в журнале Game.EXE игра заняла 3-e место в рейтинге «Топ-10 1990-х годов, лучшие компьютерные игры десятилетия по версии лучших разработчиков».
В 2000 году GameSpot назвал Civilization одной из самых влиятельных игр всех времён.
В том же году IGN присудил игре четвёртое место в списке PC-игр всех времён. Издание отнесло Civilization к одному из самых важных выпусков в истории компьютерных игр. Было отмечено, что Civilization принесла в индустрию множество новых элементов, самые значимые из которых это глубокое и сложное древо технологий, улучшение городов и появление у них новых возможностей, система Чудес света. Кроме того, впервые был предоставлена симуляция всей истории человечества.
В 2001 году журнал «Страна игр» поставил Civilization на 8-е место в рейтинге игр всех времён.
В 2012 году журнал Time назвал игру одной из 100 самых лучших игр всех времён.
В 2022 году Нью-йоркский Национальный музей игр объявил игру новым участником Всемирного зала славы видеоигр.

## Влияние
Civilization стала игрой, которая фактически основала жанр пошаговой стратегии с симуляцией политики и экономики, а также первой стратегической игрой, которая сделала популярным жанр 4X. Civilization является первой игрой, которая оказалась способной охватить процессы мирового масштаба и всю историю развития человечества как цивилизации. В 2010 году в журнале «Лучшие компьютерные игры» Civilization посчитали таким же эталоном игр жанра, которым стал «Тетрис» для головоломок или Doom для приключенческих боевиков.
Согласно оценке Брюса Шелли, в середине 1990-х годов в разработке находилось полсотни стратегических игр, подобных и основанных на Civilization. По заключению IGN в 2000-м году, практически каждая стратегическая игра с 1991 года оказалась под влиянием Civilization, и непосредственно в эту категорию попали Civilization II, Colonization, Alpha Centauri, серии игр Age of Empires, City Building, Master of Orion и Master of Magic. В качестве клонов упоминаются Civilization: Call to Power и Call to Power II, серия Rise of Nations. На основе Civilization создавались любительские и некоммерческие клоны — Freeciv и Openciv. По заключению редакции «Лучшие компьютерные игры», сам Сид Мейер дважды клонировал Civilization в качестве Sid Meier’s Colonization и Sid Meier’s Alpha Centauri.
Civilization стала вершиной творчества Сида Мейера — в индустрии его знают как создателя этой знаменитой стратегии, и только потом как разработчика Pirates! или Railroad Tycoon. Сам геймдизайнер с этой оценкой согласен:
Пусть на моём надгробном камне напишут два слова: «Сделал Цивилизацию» — этого будет вполне достаточно.Сид Мейер
Качество игрового процесса Civilization породило синдром «ещё одного хода», представляющего собой состояние игрока, которому трудно оторваться от партии и он импульсивно переходит к новому ходу для того, чтобы узнать что произойдёт дальше в игровом мире. В статье «Лучшие компьютерные игры» это явление объяснили бесшовной, естественной и реалистичной симуляцией нескольких процессов (постройка зданий, военные действия, научные исследования, общественные изменения и др.), события которых были интересны.
Civilization популяризовала в компьютерных играх понятие «дерева технологий», когда игрок мог открывать технологии и получать доступ к более совершенным элементам игры (в том числе, и к новым технологиям). Появление дерева технологий как сущность обычно приписывают настольной игре Civilizaton 1980 года, а повсеместное использование понятия началось только после выхода Sid Meier’s Civilization, в которой технологическое древо было реализовано как полноценная игровая механика и составляющая игрового процесса.
Созданный принцип «Цивилопедии» как структурообразующей базы знаний по игре использовался не только в играх серии, но и появился в других играх. Характерными примерами является «НЛОпедия» в X-COM: UFO Defense или даталинки в Sid Meier’s Alpha Centauri.
В 2012 году зародилась легенда о том, что в Sid Meier’s Civilization был баг, превращающий миролюбивого лидера Ганди в агрессора, активно использовавшего ядерное вооружение, а все последующие игры серии переняли данное поведение индийского лидера в качестве пасхального яйца. Несмотря на то, что данная программная ошибка оказалась выдумкой, она стала одним из самых известных багов в истории компьютерных игр, породила множество интернет-мемов, а также начала включаться в курсы информатики как пример целочисленного переполнения.